# حكومة توفيق أبو الهدى الرابعة
حكومة توفيق أبو الهدى الرابعة هي الحكومة الخامس عشرة في عهد إمارة شرق الأردن. شكّل توفيق أبو الهدى الحكومة في 29 يوليو عام 1941م، بتكليف من الأمير عبد الله الأول بن الحسين. وقد حلّت الحكومة في 18 مايو 1943.

## أعضاء الحكومة
| الرقم | الإسم                 | المهام الوزارية                       | ملاحظات |
| ----- | --------------------- | ------------------------------------- | ------- |
| 1     | توفيق أبو الهدى       | رئيسا للوزراء ووزيرا للخارجية والدفاع |         |
| 2     | عبد الله كليب الشريدة | وزيرا للتجارة والزراعة                |         |
| 3     | أحمد علوي السقاف      | قاضيا للقضاة ووزيرا للعدلية           |         |
| 4     | نقولا غنما            | وزيرا للمالية والاقتصاد               |         |
| 5     | عبد المهدي الشمايلة   | وزيرا للمواصلات                       |         |
| 6     | سمير الرفاعي          | وزيرا للداخلية والمعارف               |         |

في 18 نوفمبر 1942، أجري التعديل الأول على الحكومة كما يلي:
| الرقم | الإسم       | المهام الوزارية         | ملاحظات |
| ----- | ----------- | ----------------------- | ------- |
| 1     | شكري شعشاعة | وزيرا للمالية والاقتصاد |         |
| 2     | نقولا غنما  | وزيرا للتجارة والزراعة  |         |

في 7 ديسمبر 1942، أجري التعديل الثاني على الحكومة كما يلي:
| الرقم | الإسم            | المهام الوزارية                   | ملاحظات |
| ----- | ---------------- | --------------------------------- | ------- |
| 1     | شكري شعشاعة      | وزيرا للداخلية والمالية والاقتصاد |         |
| 2     | أحمد علوي السقاف | وزيرا للمعارف وقاضيا للقضاة       |         |
| 3     | عارف العنبتاوي   | وزيرا للعدلية                     |         |